# باشگاه فوتبال بوهمیان
باشگاه فوتبال بوهمیان (به انگلیسی: .Bohemian F.C) یک باشگاه فوتبال در کشور ایرلند جنوبی است.
این باشگاه که در شهر دوبلین قرار دارد در سال ۱۸۹۰ میلادی تأسیس و سابقه ۱۱ قهرمانی در لیگ فوتبال ایرلند و ۷ قهرمانی در جام حذفی فوتبال ایرلند را در کارنامه دارد.